# Måltiden
Måltiden (finska: Ateria) är en oljemålning av den finländske konstnären Pekka Halonen från 1899.
Pekka Halonen följde 1898 Juhani Ahos exempel och flyttade till Tusby. Han bodde där på Perttilä gård i Tuomala by i Tusby och hade där utrymme att måla monumentala folklivsskildringar. Det var där som oljemålningen Måltiden tillkom 1899, och även Vägröjare i Karelen ett år senare. Vintern 1898 köpte Pekka Halonen den närbelägna tomt vid Tusby träsk, där han med hjälp av sin bror Antti lät uppföra ateljéhuset Halosenniemi som arbetsplats och permanent bostad.
Måltiden var den första målning som paret Marie-Louise (1913–88) och Gunnar Didrichsen (1903–92), som gift sig 1939, gemensamt köpte in 1942 till den konstsamling, som senare skulle bli grunden för Didrichsens konst- och kulturmuseum på Granö i Helsingfors. Målningen inköptes av ägaren till en privatsamlare i Brunnsparken i Helsingfors, som bodde i en byggnad vid Östra Allén, där nu den amerikanska ambassaden i Helsingfors ligger. Året efter förstördes huset helt av sovjetryska flygbombningar av staden. Paret Didrichsen fortsatte sedan under 1940-talet att främst inköpa konstverk från den finländska guldåldern, av Eero Järnefelt, Axel Gallen-Kallela och Pekka Halonen.
Målningen avbildar fem män vid ett matbord och en ung kvinna som passar upp. Bilden är hårt beskuren.